# Trastorno disociativo no especificado
El trastorno disociativo no especificado (TDNE) es una categoría diagnóstica utilizada en el ámbito de la psicología y psiquiatría para describir síntomas disociativos que no cumplen con los criterios completos para otros trastornos disociativos específicos, como el trastorno de identidad disociativo o el trastorno de despersonalización-desrealización. Esta categoría permite a los clínicos reconocer y tratar síntomas significativos que afectan el funcionamiento diario del individuo, pero que no encajan perfectamente en las categorías preexistentes.

## Características del trastorno
El trastorno disociativo no especificado se caracteriza por la presencia de síntomas disociativos que pueden incluir amnesia disociativa, fugas disociativas, o episodios de despersonalización/desrealización, que no se explican mejor por otros trastornos mentales, condiciones médicas, o el uso de sustancias. La disociación implica una desconexión de los pensamientos, memoria, identidad o percepción del entorno, lo cual puede ser una respuesta a traumas severos o estrés prolongado (Spiegel et al., 2011). 

## Relevancia en la evaluación psicológica forense
En el contexto de la evaluación psicológica forense, el trastorno disociativo no especificado puede ser de particular interés debido a su potencial impacto en la memoria y el comportamiento del individuo en situaciones de estrés extremo, como durante la comisión de un delito o el testimonio en un juicio. La identificación precisa de síntomas disociativos puede influir en la determinación de la responsabilidad penal y en la credibilidad de los testimonios (Dorahy et al., 2014). 

## Evaluación y diagnóstico
La evaluación de un posible trastorno disociativo no especificado (TDNE) en un entorno forense requiere un enfoque minucioso y sistemático. Este proceso implica el uso de entrevistas clínicas estructuradas y escalas de evaluación que han sido validadas, con el fin de determinar la gravedad y el impacto de los síntomas disociativos. Es fundamental distinguir entre los síntomas disociativos auténticos y aquellos que podrían ser simulados, ya que esta diferenciación es de gran relevancia en el ámbito legal (Lanius et al., 2010). 

## Tratamiento
El tratamiento del TDNE generalmente implica terapia psicológica, con enfoques como la terapia cognitivo-conductual (TCC) adaptada para tratar síntomas disociativos y trabajar en la integración de experiencias traumáticas. En algunos casos, también pueden utilizarse intervenciones farmacológicas para manejar síntomas asociados, como la ansiedad o la depresión.